# Do We Have a Problem?
«Do We Have a Problem?» es una canción de la rapera trinitense Nicki Minaj y el rapero estadounidense Lil Baby. Fue lanzada el 4 de febrero de 2022 como sencillo de su álbum recopilatorio Queen Radio: Volume 1. Es la primera canción de Minaj como artista principal desde "What That Speed Bout!?" en 2020. Impactará en las emisoras de radio rítmica contemporánea estadounidenses el 8 de febrero de 2022.

## Antecedentes
El 30 de septiembre de 2020, Minaj dio a luz a un hijo, apodado "Papa Bear", y anunció un descanso de la música para centrarse en la crianza de su hijo. Después de participar en canciones de Bia y Jesy Nelson en 2021, Minaj comenzó a anunciar nueva música en enero de 2022 y lanzó un teaser de "Do We Have a Problem?" el 31 de enero. También compartió una línea telefónica y pidió a los fanes que respondieran con los problemas a los que se enfrentaban en sus vidas, a los que ella respondería. En una entrevista Minaj dijo que la maternidad había cambiado su enfoque a la hora de escribir letras y que ahora quería alejarse de escribir canciones demasiado explícitas y que quería volver a las barras de estilo mixtapeque utilizaba al principio de su carrera. En una entrevista con Zane Lowe en Apple Music 1, Minaj dijo que al escuchar el ritmo de la pista por primera vez supo inmediatamente que quería incluir a Lil Baby en ella porque era su "onda" y la canción estaba "trayendo de vuelta a los discos de rap" con la "esencia natural del rap".

## Video musical
Minaj lanzó el teaser del vídeo musical el 31 de enero de 2022. El vídeo tiene como tema la película de 2010 Agente Salt, que Minaj describe como "una de sus películas favoritas". El visual de nueve minutos, dirigido por Benny Boom, cuenta con la participación de los actores Cory Hardrict y Joseph Sikora donde Minaj encarna a una agente doble. Ella lanzó el video musical oficial el 4 de febrero de 2022.

## Charts
| Chart (2022)                           | Peak position |
| -------------------------------------- | ------------- |
| Australia (ARIA)                       | 64            |
| Canadá (Canadian Hot 100)              | 14            |
| Francia (SNEP)                         | 193           |
| Global 200 (Billboard)                 | 7             |
| Grecia (IFPI)                          | 50            |
| Hungría (Single Top 40)                | 7             |
| Irlanda (IRMA)                         | 48            |
| Nueva Zelanda (RMNZ)                   | 6             |
| Portugal (AFP)                         | 114           |
| Sudáfrica (RISA)                       | 3             |
| Suiza (Schweizer Hitparade)            | 78            |
| Reino Unido (UK Singles Chart)         | 31            |
| Reino Unido (UK R&B Chart)             | 16            |
| Estados Unidos (Billboard Hot 100)     | 2             |
| Estados Unidos (Hot R&B/Hip-Hop Songs) | 1             |
| Estados Unidos (Rhythmic)              | 32            |

## Historial de Lanzamiento
| Región         | Fecha                | Formatos              | Discográfica | Ref.   |
| -------------- | -------------------- | --------------------- | ------------ | ------ |
| Varios         | 4 de febrero de 2022 | Descarga digital      | Republic     | [ 27 ] |
| Estados Unidos | 8 de febrero de 2022 | Rhythmic contemporary | Young Money  | [ 2 ]  |